# Ушана
Ушана (каз. Үшана, до 1990 гг. — Батпакколь) — село в Каратобинском районе Западно-Казахстанской области Казахстана. Входит в состав Сулыкольского сельского округа. Код КАТО — 275049500.

## Население
В 1999 году население села составляло 784 человека (405 мужчин и 379 женщин). По данным переписи 2009 года, в селе проживало 696 человек (368 мужчин и 328 женщин).